# 质数币
质数币（Primecoin，XPM），又称素数币，是以寻找质数为工作量证明的加密货币。质数币的创始人是Sunny King。

## 质数币的诞生原因
质数币旨在避免PoW的能量浪费，质数币使用PoW机制，它挖矿的过程就是寻找质数链。

## 质数币的PoW机制
质数币将寻找坎宁安链（Cunningham chains）和双链（Bi-twin chains）作为PoW（Proof-of-Work）工作量证明机制。PoW的设计使得质数币网络上的所有节点都可以高效的进行验证工作。